# Lycosa storeniformis
Lycosa storeniformis är en spindelart som beskrevs av Simon 1910. Lycosa storeniformis ingår i släktet Lycosa och familjen vargspindlar.
Artens utbredningsområde är Guinea-Bissau. Inga underarter finns listade i Catalogue of Life.